# Nature morte (Férat)
Pour les articles homonymes, voir Nature morte (homonymie).
Nature morte est un tableau réalisé par le peintre russe Serge Férat en 1914. Cette huile sur carton ovale est une nature morte cubiste représentant notamment une poire, une pipe et des journaux. Elle est conservée au musée national d'Art moderne, à Paris.

## Expositions
- Le Cubisme, Centre national d'art et de culture Georges-Pompidou, Paris, 2018-2019.